# Aplastodiscus
Aplastodiscus là một chi động vật lưỡng cư trong họ Nhái bén, thuộc bộ Anura. Chi này có 15 loài và 27% bị đe dọa hoặc tuyệt chủng.

## Danh sách loài
- Aplastodiscus albofrenatus (A. Lutz, 1924).
- Aplastodiscus albosignatus (A. Lutz and B. Lutz, 1938).
- Aplastodiscus arildae (Cruz and Peixoto, 1987).
- Aplastodiscus callipygius (Cruz and Peixoto, 1985).
- Aplastodiscus cavicola (Cruz and Peixoto, 1985).
- Aplastodiscus cochranae (Mertens, 1952).
- Aplastodiscus ehrhardti (Müller, 1924).
- Aplastodiscus eugenioi (Carvalho e Silva & de Carvalho e Silva, 2005)
- Aplastodiscus flumineus (Cruz and Peixoto, 1985).
- Aplastodiscus ibirapitanga (Cruz, Pimenta, and Silvano, 2003).
- Aplastodiscus leucopygius (Cruz and Peixoto, 1985).
- Aplastodiscus musicus (B. Lutz, 1948).
- Aplastodiscus perviridis A. Lutz In B. Lutz, 1950.
- Aplastodiscus sibilatus (Cruz, Pimenta, and Silvano, 2003).
- Aplastodiscus weygoldti (Cruz and Peixoto, 1987).

## Hình ảnh

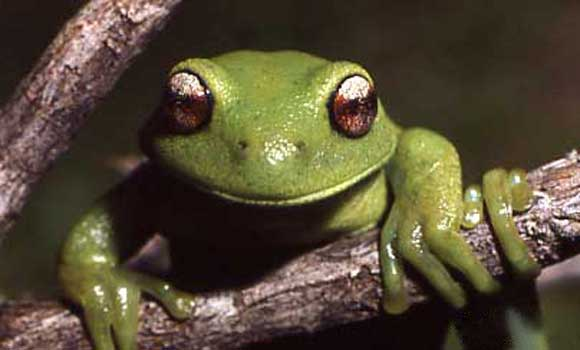